# Alcione (figlia di Eolo)
Alcione (in greco antico: Ἁλκυόνη?, Alkyònē) è un personaggio della mitologia greca. Fu regina di Eraclea Trachinia.

## Genealogia
Figlia di Eolo e di Enarete sposò Ceice.

## Mitologia
Alcione sposò Ceice, il re di Eraclea Trachinia e la loro vita fu così felice che tra di loro si chiamavano con i nomi di due dei, Zeus ed Hera. Il re degli dei si indignò per questo affronto e scatenò una tempesta mentre Ceice era in viaggio per mare, facendolo annegare. La sua ombra apparve ad Alcione che, intuitane la morte, si gettò nelle acque per raggiungerlo. Gli dei ne ebbero pietà e trasformarono entrambi in alcioni, che è oggi un nome comune per l'uccello noto come martin pescatore.
Il nido dei due sposi, costruito vicino al mare, veniva continuamente distrutto dalle onde. Zeus ebbe nuovamente pietà e placò il mare per sette giorni, prima e dopo il solstizio d'inverno, affinché potessero riprodursi. Per questo gli alcioni erano consacrati a Teti e considerati un collegamento tra cielo e mare, divenendo anche il simbolo di una rapida pace e di tranquillità.